# Liste der Stolpersteine in Grefrath
Die Liste der Stolpersteine in Grefrath enthält alle Stolpersteine, die im Rahmen des gleichnamigen Projekts von Gunter Demnig in Grefrath verlegt wurden. Mit ihnen soll an Opfer des Nationalsozialismus erinnert werden, die in Grefrath lebten und wirkten.

## Verlegte Stolpersteine
- Karte mit allen Koordinaten:
- OSM |
- WikiMap

Hinweise zur Benutzung der Auflistung:
Die Liste führt die verlegten Stolpersteine auf, nennt Namen und Lebensdaten der Person, Ort und Datum der Verlegung, die auf dem Stein zu lesende Inschrift und zeigt jeweils ein Foto des beschriebenen Stolpersteins. Dazu führt die Liste Informationen zur Person auf sowie, in den Fußnoten, auch Informationen zu den genannten verwandten Personen.
- Die Liste ist teils sortierbar gestaltet. Die Sortierung nach dem Alphabet wird durch das Anklicken der beiden Dreiecke in den Spalten erreicht.
- Mit ♁ (Lage) oder der Weltkugel lassen sich die Koordinaten mit Kartendiensten anzeigen.
- Hochgestellte Zahlen im Text bedeuten einen Link: Hochgestellte Zahlen in eckigen Klammern verweisen auf einen Einzelnachweis (Beleg) für die Information.
- Blau hinterlegte Wörter sind als Links zu anderen Wikipediaartikeln oder auch als Links innerhalb dieser Liste hinterlegt.

| Adresse                | Verlege- datum | Person, Inschrift | Bild | Anmerkung |
| ---------------------- | -------------- | --- | ---- | --- |
| Bergerplatz 14 ·       | 23. Nov. 2016  | Hier wohnte Jakob Frank Jg. 1868 Deportiert 1942 Theresienstadt 1942 Treblinka Ermordet                                      |      | Jakob Frank wurde am 07.06.1868 in Grefrath geboren, drei Geschwister sind bekannt: Emma, Jeanette und Rosalie. Jakob betrieb mit seinen Geschwistern eine Metzgerei und war als Viehhändler tätig. Er wurde am 25.07.1942 mit dem Transport VII/2 Br 605 nach Theresienstadt verbracht, am 26.09.1942 weiter nach Treblinka deportiert und dort ermordet. |
| Bergerplatz 14 ·       | 23. Nov. 2016  | Hier wohnte Emma Frank Jg. 1864 Deportiert 1942 Theresienstadt Ermordet 8.8.1942                                             |      | Emma Frank wurde am 16.07.1864 in Grefrath geboren, drei Geschwister sind bekannt: Jakob, Jeanette und Rosalie. Emmas letzte Wohnadresse war Grefrath, sie wurde mit dem Transport VII/2, nr. 407 am 25.07.1942 von Düsseldorf nach Theresienstadt deportiert und dort am 08.08.1942 ermordet. |
| Bergerplatz 14 ·       | 23. Nov. 2016  | Hier wohnte Rosalie Frank Jg. 1866 Deportiert 1942 Theresienstadt Ermordet 22.9.1942                                         |      | Rosalie Frank wurde am 20.05.1866 (strittig, diese Quelle gibt 1886 als Geburtsjahr an) in Grefrath geboren, drei Geschwister sind bekannt: Jakob, Jeanette und Emma. Ihre letzte Wohnadresse war Grefrath, sie wurde am 25.07.1942 mit dem Transport VII/2, nr. 411 von Düsseldorf nach Theresienstadt deportiert und dort am 22.09.1942 ermordet. |
| Bergerplatz 14 ·       | 23. Nov. 2016  | Hier wohnte Salomon Levy Jg. 1869 Deportiert 1942 Theresienstadt 1942 Treblinka Ermordet                                     |      | Salomon Levy (auch als Karl Salomon Levy nachgewiesen) wurde am 18.11.1869 als Sohn von Bernhard Levy und Johanna Levy, geb. Zanders in Bracht geboren, er heiratete Jeanette Frank, Als Beruf wird Metzger angegeben, er führte mit seiner Ehefrau ein Geschäft an der Rosenstraße. Nachdem das Geschäft enteignet wurde, zogen beide zu den Geschwistern von Jeanette am heutigen Bergerplatz. Salomon wurde am 27.05.1942 ab Düsseldorf mit dem Transport VII/2 Zug Da 71, Häftlingsnummer 664 nach Theresienstadt deportiert und von dort aus am 21.09.1942 mit dem Transport Bp, Häftlingsnummer 1607 nach Treblinka verbracht, wo er ermordet wurde. Der Levy-Nohlen-Weg in Grefrath erinnert seit dem März 2023 an die beiden jüdischen Familien Levy und Nohlen. |
| Bergerplatz 14 ·       | 9. Dez. 2024   | Hier wohnte Jeanette Levy Geb. Franken Jg. 1880 Gedemütigt /Entrechtet Tot 13. Nov. 1940                                     |      | Jeanette Frank wurde 1880 geboren, drei Geschwister sind bekannt: Jakob, Rosalie und Emma. Jeanette heiratete Salomon Levy, beide betrieben eine Metzgerei an der Rosenstraße. Nachdem das Geschäft enteignet wurde, zogen sie zu den Geschwistern von Jeanette am heutigen Bergerplatz. Gedemütigt und entrechtet verstarb Jeanette am 13.11.1940 im Grefrather Krankenhaus, sie wurde auf dem Friedhof in Kempen beigesetzt. |
| Hochstraße 57 ·        | 23. Nov. 2016  | Hier wohnte Rosa Goldschmidt Jg. 1878 Deportiert 1941 Riga Ermordet                                                          |      | Rosa Goldschmidt wurde am 16.12.1878 als Tochter von Albert Goldschmidt und Johanna Helena Goldschmidt, geb. Lambertz in Oedt geboren. Sie betrieb ein Manufakturwarengeschäft in Oedt und war im Jahr 1940 die letzte jüdische Mitbürgerin im Ort. Rosa wurde am 11.12.1941 nach Riga verschleppt und dort umgebracht. |
| Mülhausener Straße 3 · | 9. Dez. 2024   | Hier wohnte Mathilde Levy Geb. Leyser Jg. 1859 Gedemütigt /Entrechtet Tot 31. Jan. 1935                                      |      | Mathilde Leyser wurde 1859 geboren. Sie heiratete Emanuel Levy, zwei Kinder (Alfred und Jenny) sind bekannt. Gedemütigt und entrechtet verstarb Mathilde am 31.01.1935 und wurde auf dem jüdischen Friedhof in Kempen bestattet. |
| Mülhausener Straße 3 · | 9. Dez. 2024   | Hier wohnte Emanuel Levy Jg. 1861 Gedemütigt /Entrechtet Tot 1938                                                            |      | Emanuel Levy wurde am 17.06.1861 als Sohn von Bernhard Levy und Johanna Levy, geb. Zanders in Bracht geboren, er war als Viehhändler und Kaufmann tätig und betrieb eine Versicherungsagentur. Er heiratete Mathilde Leyser, zwei Kinder (Alfred und Jenny) sind bekannt. Gedemütigt und entrechtet verstarb Emanuel 1938 und wurde auf dem jüdischen Friedhof in Kempen bestattet. |
| Mülhausener Straße 3 · | 9. Dez. 2024   | Hier wohnte Alfred Levy Jg. 1889 'Schutzhaft' 1939 KZ Dachau Deportiert 1941 Ghetto Riga KZ Stutthof Ermordet                |      | Alfred Levy wurde am 07.03.1889 als Sohn von Emanuel Levy und seiner Ehefrau Mathilde Levy, geb. Leyser in Grefrath geboren, eine Schwester (Jenny) ist bekannt, als Beruf wird Viehhändler angegeben. Er heiratete Klara Wyngaard, ein Sohn (Gerd) ist nachgewiesen. Vom 17.11.1938 bis zum 22.12.1938 wurde Alfred im KZ Dachau als Schutzhäftling inhaftiert. Die Familie wurde am 11. Dezember 1941 ab Düsseldorf ins Ghetto Riga verbracht. Alfred und Klara wurden am 25.09.1944 ins KZ Stutthof deportiert, wo beide ermordet wurden. |
| Mülhausener Straße 3 · | 9. Dez. 2024   | Hier wohnte Klara Levy Geb. Wyngaard Jg. 1889 Deportiert 1941 Ghetto Riga Ermordet                                           |      | Klara Wyngaard wurde am 03.02.1889 als Tochter von Isaak Wyngaard und seiner Ehefrau Antonie Wyngaard, geb. Franken in Lank-Latum geboren. Sie heiratete Alfred Levy, ein Sohn (Gerd) ist nachgewiesen. Die Familie wurde am 11. Dezember 1941 ab Düsseldorf ins Ghetto Riga verbracht. Alfred und Klara wurden am 25.09.1944 ins KZ Stutthof deportiert, wo beide ermordet wurden. |
| Mülhausener Straße 3 · | 9. Dez. 2024   | Hier wohnte Gerd Levy Jg. 1925 Deportiert 1941 Ghetto Riga KZ Stutthof 1944 KZ Buchenwald Tot bei Bombenangriff 9. Feb. 1945 |      | Gerd Levy wurde am 12.05.1925 als Sohn von Alfred Levy und seiner Ehefrau Klara Levy, geb. Wyngaard in Grefrath geboren. Gerd wurde am 11. Dezember 1941 ab Düsseldorf über das Ghetto Riga ins KZ Stutthof verbracht. Von dort aus wurde er am 16.08.1944 ins KZ Buchenwald deportiert wo er am 09.02.1945 ermordet wurde. |